# Battlefield (sê-ri trò chơi)
Battlefield là một dòng trò chơi điện tử thuộc thể loại bắn súng góc nhìn người thứ nhất được phát triển bởi công ty Thụy Điển EA DICE, và được phát hành bởi Electronic Arts. Phiên bản đầu trên của loạt game được phát hành trên các hệ máy Microsoft Windows và OS X, Battlefield 1942, đã được ra mắt vào năm 2002. Dòng game Battlefield đã thu hút được tới hơn 50 triệu người chơi trên toàn cầu tính đến tháng 8 năm 2012.
Dòng game Battlefield tập trung chủ yếu vào các bản đồ rộng lớn, khả năng teamwork và các loại vũ khí, khí tài quân sự. Các phiên bản trên hệ PC tập trung chủ yếu vào chế độ nhiều người chơi (multiplayer).

## Lối chơi
Dòng game Battlefield tập trung chủ yếu vào các bản đồ rộng lớn, cùng những trận đầu online nhiều người chơi. Lối chơi đồng đội đã trở thành yếu tố chủ chốt của các phiên bản trong dòng game. Ngoài các binh lính, các khí tài quân sự khác như xe tăng, máy bay... cũng có thể tham gia vào các trận chiến.
Kể từ phiên bản Battlefield 2, tất cả các phiên bản trong dòng game chủ yếu ghi lại các chỉ số cho mỗi người chơi, cho phép họ thăng hàm và nhận các loại vũ khí dựa trên các chỉ số mà họ nhận được, cũng như các phần thưởng như huy chương, ruy băng và huy hiệu.
Hệ thống phân cấp (class) cũng xuất hiện trong dòng game Battlefield. Mỗi lớp nhân vật (class) sẽ có các loại vũ khí chính cùng các loại trang bị khác nhau, phân biệt rõ vai trò trên chiến trường.
Khả năng cận chiến người chơi khác bằng dao luôn luôn có mặt trong dòng Battlefield. Kể từ phiên bản Battlefield 2142, giải thưởng cho người chơi là các dog tag cho mỗi người chơi khi tiêu diệt một kẻ địch bằng dao.
Kể từ khi engine Frostbite được giới thiệu, các bản đồ, địa hình có thể bị phá hủy đã trở thành một trong những tính năng nổi tiếng nhất của cả dòng game.

## Các phiên bản chính của loạt game
| Năm | Engine                          | Tên                                        | Nền tảng | Nền tảng | Nền tảng | Nền tảng | Nền tảng | Nền tảng | Nền tảng | Nền tảng | Nền tảng | Nền tảng | Nền tảng | Nền tảng |
| --- | ------------------------------- | ------------------------------------------ | -------- | -------- | -------- | -------- | -------- | -------- | -------- | -------- | -------- | -------- | -------- | -------- |
| Năm | Engine                          | Tên                                        | Windows  | macOS    | PS2      | Xbox     | PS3      | X360     | PS4      | XONE     | PS5      | XSX/S    | ANDR     | iOS      |
| 2002 | Refractor 1                     | Battlefield 1942                           | Có       | Có       | Không    | Không    | Không    | Không    | Không    | Không    | Không    | Không    | Không    | Không    |
| 2003 | Refractor 1                     | ■ Battlefield 1942: The Road to Rome       | Có       | Có       | Không    | Không    | Không    | Không    | Không    | Không    | Không    | Không    | Không    | Không    |
| 2003 | Refractor 1                     | ■ Battlefield 1942: Secret Weapons of WWII | Có       | Có       | Không    | Không    | Không    | Không    | Không    | Không    | Không    | Không    | Không    | Không    |
| 2004 | Refractor 1                     | Battlefield Vietnam                        | Có       | Không    | Không    | Không    | Không    | Không    | Không    | Không    | Không    | Không    | Không    | Không    |
| 2005 | Refractor 2                     | Battlefield 2                              | Có       | Không    | Không    | Không    | Không    | Không    | Không    | Không    | Không    | Không    | Không    | Không    |
| 2005 | RenderWare / Proprietary Engine | Battlefield 2: Modern Combat               | Không    | Không    | Có       | Có       | Không    | Có       | Không    | Không    | Không    | Không    | Không    | Không    |
| 2005 | Refractor 2                     | ■ Battlefield 2: Special Forces            | Có       | Không    | Không    | Không    | Không    | Không    | Không    | Không    | Không    | Không    | Không    | Không    |
| 2006 | Refractor 2                     | ■ Battlefield 2: Euro Force                | Có       | Không    | Không    | Không    | Không    | Không    | Không    | Không    | Không    | Không    | Không    | Không    |
| 2006 | Refractor 2                     | ■ Battlefield 2: Armored Fury              | Có       | Không    | Không    | Không    | Không    | Không    | Không    | Không    | Không    | Không    | Không    | Không    |
| 2006 | Refractor 2                     | Battlefield 2142                           | Có       | Có       | Không    | Không    | Không    | Không    | Không    | Không    | Không    | Không    | Không    | Không    |
| 2007 | Refractor 2                     | ■ Battlefield 2142: Northern Strike        | Có       | Có       | Không    | Không    | Không    | Không    | Không    | Không    | Không    | Không    | Không    | Không    |
| 2008 | Frostbite 1.0                   | Battlefield: Bad Company                   | Không    | Không    | Không    | Không    | Có       | Có       | Không    | Không    | Không    | Không    | Không    | Không    |
| 2009 | Refractor 2                     | Battlefield Heroes                         | Có       | Không    | Không    | Không    | Không    | Không    | Không    | Không    | Không    | Không    | Không    | Không    |
| 2009 | Frostbite 1.5                   | Battlefield 1943                           | Không    | Không    | Không    | Không    | Có       | Có       | Không    | Không    | Không    | Không    | Không    | Không    |
| 2010 | Frostbite 1.5                   | Battlefield: Bad Company 2                 | Có       | Không    | Không    | Không    | Có       | Có       | Không    | Không    | Không    | Không    | Không    | Không    |
| 2010 | Frostbite 1.5                   | ■ Battlefield: Bad Company 2: Vietnam      | Có       | Không    | Không    | Không    | Có       | Có       | Không    | Không    | Không    | Không    | Không    | Không    |
| 2010 | Refractor 2                     | Battlefield Online                         | Có       | Không    | Không    | Không    | Không    | Không    | Không    | Không    | Không    | Không    | Không    | Không    |
| 2011 | Refractor 2                     | Battlefield Play4Free                      | Có       | Không    | Không    | Không    | Không    | Không    | Không    | Không    | Không    | Không    | Không    | Không    |
| 2011 | Frostbite 2                     | Battlefield 3                              | Có       | Không    | Không    | Không    | Có       | Có       | Không    | Không    | Không    | Không    | Không    | Không    |
| 2011 | Frostbite 2                     | ■ Battlefield 3: Back to Karkand           | Có       | Không    | Không    | Không    | Có       | Có       | Không    | Không    | Không    | Không    | Không    | Không    |
| 2012 | Frostbite 2                     | ■ Battlefield 3: Close Quarters            | Có       | Không    | Không    | Không    | Có       | Có       | Không    | Không    | Không    | Không    | Không    | Không    |
| 2012 | Frostbite 2                     | ■ Battlefield 3: Armored Kill              | Có       | Không    | Không    | Không    | Có       | Có       | Không    | Không    | Không    | Không    | Không    | Không    |
| 2012 | Frostbite 2                     | ■ Battlefield 3: Aftermath                 | Có       | Không    | Không    | Không    | Có       | Có       | Không    | Không    | Không    | Không    | Không    | Không    |
| 2013 | Frostbite 2                     | ■ Battlefield 3: End Game                  | Có       | Không    | Không    | Không    | Có       | Có       | Không    | Không    | Không    | Không    | Không    | Không    |
| 2013 | Frostbite 3                     | Battlefield 4                              | Có       | Không    | Không    | Không    | Có       | Có       | Có       | Có       | Không    | Không    | Không    | Không    |
| 2013 | Frostbite 3                     | ■ Battlefield 4: China Rising              | Có       | Không    | Không    | Không    | Có       | Có       | Có       | Có       | Không    | Không    | Không    | Không    |
| 2013/2014† | Frostbite 3                     | ■ Battlefield 4: Second Assault            | Có       | Không    | Không    | Không    | Có       | Có       | Có       | Có       | Không    | Không    | Không    | Không    |
| 2014 | Frostbite 3                     | ■ Battlefield 4: Naval Strike              | Có       | Không    | Không    | Không    | Có       | Có       | Có       | Có       | Không    | Không    | Không    | Không    |
| 2014 | Frostbite 3                     | ■ Battlefield 4: Dragon's Teeth            | Có       | Không    | Không    | Không    | Có       | Có       | Có       | Có       | Không    | Không    | Không    | Không    |
| 2014 | Frostbite 3                     | ■ Battlefield 4: Final Stand               | Có       | Không    | Không    | Không    | Có       | Có       | Có       | Có       | Không    | Không    | Không    | Không    |
| 2015 | Frostbite 3                     | ■ Battlefield 4: Weapons Crate             | Có       | Không    | Không    | Không    | Có       | Có       | Có       | Có       | Không    | Không    | Không    | Không    |
| 2015 | Frostbite 3                     | ■ Battlefield 4: Night Operations          | Có       | Không    | Không    | Không    | Có       | Có       | Có       | Có       | Không    | Không    | Không    | Không    |
| 2015 | Frostbite 3                     | ■ Battlefield 4: Community Operations      | Có       | Không    | Không    | Không    | Có       | Có       | Có       | Có       | Không    | Không    | Không    | Không    |
| 2015 | Frostbite 3                     | ■ Battlefield 4: Legacy Operations         | Có       | Không    | Không    | Không    | Không    | Không    | Có       | Có       | Không    | Không    | Không    | Không    |
| 2015 | Frostbite 3                     | Battlefield Hardline                       | Có       | Không    | Không    | Không    | Có       | Có       | Có       | Có       | Không    | Không    | Không    | Không    |
| 2015 | Frostbite 3                     | ■ Battlefield Hardline: Criminal Activity  | Có       | Không    | Không    | Không    | Có       | Có       | Có       | Có       | Không    | Không    | Không    | Không    |
| 2015 | Frostbite 3                     | ■ Battlefield Hardline: Robbery            | Có       | Không    | Không    | Không    | Có       | Có       | Có       | Có       | Không    | Không    | Không    | Không    |
| 2015 | Frostbite 3                     | ■ Battlefield Hardline: Blackout           | Có       | Không    | Không    | Không    | Có       | Có       | Có       | Có       | Không    | Không    | Không    | Không    |
| 2016 | Frostbite 3                     | ■ Battlefield Hardline: Getaway            | Có       | Không    | Không    | Không    | Có       | Có       | Có       | Có       | Không    | Không    | Không    | Không    |
| 2016 | Frostbite 3                     | ■ Battlefield Hardline: Betrayal           | Có       | Không    | Không    | Không    | Có       | Có       | Có       | Có       | Không    | Không    | Không    | Không    |
| 2016 | Frostbite 3                     | Battlefield 1                              | Có       | Không    | Không    | Không    | Không    | Không    | Có       | Có       | Không    | Không    | Không    | Không    |
| 2017 | Frostbite 3                     | ■ Battlefield 1: They Shall Not Pass       | Có       | Không    | Không    | Không    | Không    | Không    | Có       | Có       | Không    | Không    | Không    | Không    |
| 2017 | Frostbite 3                     | ■ Battlefield 1: In the Name of the Tsar   | Có       | Không    | Không    | Không    | Không    | Không    | Có       | Có       | Không    | Không    | Không    | Không    |
| 2017 | Frostbite 3                     | ■ Battlefield 1: Turning Tides             | Có       | Không    | Không    | Không    | Không    | Không    | Có       | Có       | Không    | Không    | Không    | Không    |
| 2018 | Frostbite 3                     | ■ Battlefield 1: Apocalypse                | Có       | Không    | Không    | Không    | Không    | Không    | Có       | Có       | Không    | Không    | Không    | Không    |
| 2018 | Frostbite 3                     | Battlefield V                              | Có       | Không    | Không    | Không    | Không    | Không    | Có       | Có       | Không    | Không    | Không    | Không    |
| 2018 | Frostbite 3                     | ■ Battlefield V: Overture                  | Có       | Không    | Không    | Không    | Không    | Không    | Có       | Có       | Không    | Không    | Không    | Không    |
| 2018 | Frostbite 3                     | ■ Battlefield V: Lightning Strikes         | Có       | Không    | Không    | Không    | Không    | Không    | Có       | Có       | Không    | Không    | Không    | Không    |
| 2019 | Frostbite 3                     | ■ Battlefield V: Trial by Fire             | Có       | Không    | Không    | Không    | Không    | Không    | Có       | Có       | Không    | Không    | Không    | Không    |
| 2019 | Frostbite 3                     | ■ Battlefield V: Defying the Odds          | Có       | Không    | Không    | Không    | Không    | Không    | Có       | Có       | Không    | Không    | Không    | Không    |
| 2019 | Frostbite 3                     | ■ Battlefield V: War in the Pacific        | Có       | Không    | Không    | Không    | Không    | Không    | Có       | Có       | Không    | Không    | Không    | Không    |
| 2020 | Frostbite 3                     | ■ Battlefield V: Into the Jungle           | Có       | Không    | Không    | Không    | Không    | Không    | Có       | Có       | Không    | Không    | Không    | Không    |
| 2021 | Frostbite                       | Battlefield 2042                           | Có       | Không    | Không    | Không    | Không    | Không    | Có       | Có       | Có       | Có       | Không    | Không    |
| TBA | Unreal Engine 4                 | Battlefield Mobile                         | Không    | Không    | Không    | Không    | Không    | Không    | Không    | Không    | Không    | Không    | Có       | Có       |
| Ghi chú: ■ DLC nằm ngay bên dưới tiêu đề game được phát hành. † Được phát hành độc quyền cho Xbox One vào quý 4 năm 2013, sau đó được phát hành cho các nền tảng còn lại vào quý 1 năm 2014. |                                 |                                            |          |          |          |          |          |          |          |          |          |          |          |          |

## Lịch sử phát triển
Battlefield 1942 được phát hành vào ngày 10 tháng 9 năm 2002, sử dụng game engine Refractor, và giới thiệu chế độ chơi "Conquest" (chinh phạt) mà người chơi chiến đấu để giành lấy những "điểm chiếm được" trên khắp bản đồ. Hai bản mở rộng đã được phát hành là The Road to Rome và Secret Weapons of WWII.
Battlefield Vietnam phát hành vào năm 2004, lấy bối cảnh trong chiến tranh Việt Nam và được xây dựng trên một Refractor engine sửa đổi với những cải tiến lối chơi khác nhau, chẳng hạn như bắn vũ khí cá nhân trong khi ngồi trong xe.
Battlefield 2 ra mắt năm 2005 diễn ra trong thời hiện đại về một cuộc chiến tranh giả tưởng giữa Hoa Kỳ, Trung Quốc và Liên minh Trung Đông hư cấu (MEC). Dù cần đến rất nhiều bản vá lỗi phần mềm do số lượng lớn các lỗi và trục trặc trong game khi phát hành, đó là một thành công thương mại, bán được hơn 2.250.000 bản trên toàn thế giới, tính đến tháng 7 năm 2006. Một bản mở rộng với tiêu đề Special Forces và hai bản tăng cường, Armored Fury và Euro Force cũng được phát hành nhằm đáp ứng sự kỳ vọng của người hâm mộ. Một phiên bản của trò chơi gọi là Battlefield 2: Modern Combat được phát hành cho hệ máy PlayStation 2 với một chế độ chơi đơn được cải thiện nhưng phần chơi trực tuyến hạn chế hơn.
Battlefield 2142 được phát hành vào năm 2006, diễn ra trong thời kỳ băng hà toàn cầu vào thế kỷ 22. Trong khi phần đồ họa tương tự như Battlefield 2, game giới thiệu một loạt các trang thiết bị để mở khóa và trận chiến giữa hai phi thuyền cỡ lớn "Titan". Việc sử dụng các đoạn quảng cáo trong trò chơi gây tranh cãi trong giới game thủ. Bản tăng cường Northern Strike đã được phát hành sau đó bao gồm bản đồ, khí tài mới và một chế độ chơi mới.
Battlefield: Bad Company được phát hành vào năm 2008, dõi theo cuộc chạy trốn đào ngũ của Đại đội lính đánh thuê khét tiếng "B" và phi vụ cướp vàng của họ. Phiên bản Battlefield mới này có các loại vũ khí hiện đại, cũng như một loạt khí tài cho các quân chủng hải, lục, không quân. Game có một hệ thống phá hủy thực tế đáng kể cho phép người chơi phá vỡ, hủy hoại, hoặc tạo ra môi trường mới, dựa trên một game engine thế hệ tiếp theo mới mang tên Frostbite.
Năm 2009, EA cho phát hành hai game tải về duy nhất là Battlefield Heroes, một game dùng engine Refractor 2 theo kiểu free-to-play được hỗ trợ bởi quảng cáo và vi thanh toán và Battlefield 1943, tựa game sử dụng engine Frostbite, phát hành vào tháng 7 năm 2009 cho hệ máy Xbox 360 và PlayStation 3, phiên bản PC dự kiến phát hành vào quý 1 năm 2010 nhưng đã bị hủy bỏ.
Năm 2010, một phần tiếp theo trực tiếp của Battlefield: Bad Company là Battlefield: Bad Company 2 được phát hành, liên quan đến đợt tìm kiếm vũ khí EMP (gọi là vũ khí vô hướng trong game) của Đại đội "B". Game có mục chơi trực tuyến lớn và tốt hơn hẳn người tiền nhiệm "Bad Company", với đồ họa được cập nhật và các hiệu ứng thực tế mới (ví dụ như bullet drop). Nó cũng có một hệ thống phân phối nội dung "VIP" mà người chơi với mã VIP được truy cập miễn phí các bản đồ mới phát hành định kỳ. DICE cũng phát hành một bản mở rộng cho Bad Company 2 với tên gọi Battlefield: Bad Company 2: Vietnam.
Battlefield 3 được công bố vào năm 2009, và đến năm 2010 đã xác nhận rằng những game thủ đặt hàng trước bản Limited Edition của Medal of Honor (2010) hoặc những người đặt hàng trước từ lúc đầu (chỉ ở Mỹ) sẽ nhận được quyền truy cập phiên bản beta của Battlefield 3 khoảng 48 tiếng trước khi phiên bản open beta được phát hành. Ngày 4 tháng 2 năm 2011, teaser trailer đầu tiên cho game đã được tiết lộ, với một thông cáo sơ bộ vào mùa thu năm 2011. Trong số các tính năng còn lại trong game là máy bay phản lực và khả năng nằm sấp. Trò chơi vẫn cho phép 64 (trên máy tính) người chơi như trong tất cả các bản Battlefield trước, mặc dù game cho phép 24 người chơi giao tranh cùng lúc. Battlefield 3 Beta được phát hành vào ngày 29 tháng 9 năm 2011. Battlefield 3 được phát hành vào ngày 25 tháng 10 năm 2011 và nhận được điểm số đánh giá cao gần như nhất trí và đã nhận được giải thưởng từ IGN.
Vào ngày 5 tháng 11 năm 2010, EASY Studios cho công bố sẽ tiếp nối phần chơi miễn phí của Battlefield Heroes là Battlefield Play4Free. EASY phát triển các biến thể chơi miễn phí của Battlefield. Cung cấp mới nhất mang đến cho người chơi cùng cơ cấu giá chơi miễn phí như của Heroes, trong khi vẫn đưa ra một bối cảnh chiến trường u ám khốc liệt và thực tế hơn (trái ngược hẳn với môi trường theo kiểu phim hoạt hình, màu sắc vui tươi của Heroes). Battlefield Play4Free đã đi vào giai đoạn open beta vào ngày 4 tháng 4 năm 2011.
Battlefield 4 được công bố vào 26 tháng 3, 2013. Vào 17 tháng 7, 2012, có thông báo rằng những người chơi đặt hàng trước Medal of Honor: Warfighter sẽ nhận được quyền truy cập vào bản thử nghiệm (beta) của Battlefield 4. Bản beta cho trò chơi có hiệu lực từ ngày 1 tháng 10 và kết thúc vào ngày 15 tháng 10. Battlefield 4 được phát hành chính thức vào ngày 29 tháng 10 năm 2013.
Thông tin về phiên bản tiếp theo trong loạt game, Battlefield Hardline, đã bị rò rỉ vào ngày 27 tháng 5 năm 2014, và chính thức được công vào ngày 9 tháng 6 năm 2014 trong sự kiện E3. Tựa game được phát triển bởi Visceral Games và không giống như các phần trước trong thương hiệu, game chủ yếu xoay quanh chủ đề cảnh sát và cướp.
Battlefield: Bad Company 3 là một phiên bản sắp tới của loạt game, cũng là phần tiếp theo của phiên bản ra mắt năm 2010, Battlefield: Bad Company 2. GGiám đốc điều hành của DICE, Karl-Magnus Troedsson, đã nói trong một cuộc phỏng vấn năm 2014 với Eurogamer rằng trò chơi không được phát triển một cách tích cực vì công ty không biết chính xác những điểm gì người hâm mộ yêu thích về dòng game, cũng như chưa bao giờ có một quyết định rõ ràng về vấn đề và họ không muốn mạo hiểm phá hủy toàn bộ cả dòng game. Mặc dù vậy, DICE đã nói rõ rằng họ sẽ phát triển Bad Company 3 vào một thời điểm nào đó.
Vào tháng 7 năm 2015, Giám đốc tài chính của EA. Blake Jorgensen, thông báo rằng một tựa Battlefield mới sẽ được phát hành vào năm 2016. Tiếp theo là Dan Vaderlind, Giám đốc phát triển của EA DICE, thông báo rằng sau khi game Star Wars Battlefront được ra mắt, ông sẽ tập trung vào tựa game Battlefield sắp tới. Vào ngày 6 tháng 5 năm 2016, Battlefield 1 chính thức được công bố, đi kèm với một đoạn trailer được tiết lộ trên YouTube. Game được phát hành chính thức vào ngày 21 tháng 10 năm 2016.
Trong một sự kiện trực tiếp vào tháng 5 năm 2018, có thông tin đã được xác nhận rằng phần tiếp theo sẽ là một phiên bản game lấy bối cảnh Thế chiến thứ hai sau một số tin đồ rò rỉ cho rằng game sẽ lấy bối cảnh trong khoảng thời gian này, với tiêu đề Battlefield V. Battlefield V được phát hành vào cuối năm, ngày 20 tháng 11 năm 2018. Game cũng đồng thời cung cấp cho một số người chơi quyền truy cập sớm vào trò chơi sớm nhất là vào ngày 9 tháng 11 năm 2018.
Battlefield 2042 được phát hành vào ngày 19 tháng 11 năm 2021. Trong cuộc họp công bố thu nhập quý 3 năm 2020/2021 của EA, hãng đã tiết lộ rằng đây sẽ là phiên bản đầu tiên được phát hành trên các hệ máy console next-gen là PlayStation 5 và Xbox Series X|S, tận dụng hết khả năng của hãng để thu hút nhiều người chơi hơn bao giờ hết trong chế độ chơi trực tuyến. Ngoài ra, game còn xuất hiện thêm nhiều cải tiến mới lạ đối với thương hiệu game Battlefield. Sau khi phiên bản 2042 không có sự ra mắt như kì vọng, có thông báo rằng Oskar Gabrielson, tổng giám đốc của DICE, sẽ từ chức; Rebecka Coutaz, cựu Giám đốc điều hành của Ubisoft Annecy, sẽ là người thay thế vị trí này. Vince Zampella của Respawn Entertainment và Ripple Effect Studios (studio phát triển chế độ Portal Mode của game) sẽ là người quản lí thương hiệu Battlefield. Cũng có thông tin cho rằng Giám đốc mảng trò chơi điện tử của EA, Marcus Lehto, đang xây dựng một studio mới có trụ sở tại Seattle tập trung vào nội dung cốt truyện cho Battlefield, trong khi Ripple Effect đang phát triển một "trải nghiệm Battlefield" mới lấy bối cảnh trong vũ trụ của trò chơi.

## TV series
Vào tháng 10 năm 2012, Công ty Phát thanh Truyền hình Fox thông báo ý định của họ nhằm thực hiện một chương trình truyền hình kéo dài một giờ dựa trên tựa game Battlefield: Bad Company. Chương trình sẽ được dàn dựng bởi giám đốc sản xuất John Eisendrath (Alias, Outlaw) và đồng sản xuất bởi Patrick Bach, Patrick O'Brien của Electronic Arts, và Doug Robinson của Happy Madison.
Vào tháng 7 năm 2016, Paramount Television thông báo rằng họ sẽ chuyển thể loạt trò chơi thành một series truyền hình. Michael Sugar và Ashley Zalta của Anonymous Content sẽ trực tiếp điều hành sản xuất. Không có thông báo gì kể từ đó.